# Ги II (граф Оверни)
Ги II (фр. Guy II d'Auvergne; ум. 1222) — граф Оверни с 1194 года. Сын Роберта IV и Матильды Бургундской. Наследовал брату — Гильому IX.

## Исторические сведения
С первых дней своего правления Ги оказался втянутым в войну, которую вели между собой Филипп II Август и Ричард I Львиное Сердце. 
Английский король в качестве герцога Аквитании являлся сюзереном графов Оверни.
Однако весной 1196 года Ричард отказался от сеньориальных прав на Овернь в пользу Филиппа Августа. Ги II оказался не готовым принять эти новые условия, так как они грозили положить конец его фактической независимости. Чтобы укрепить свои позиции, он построил замки Турноэль и Шатель-Гийон.
Когда войска Филиппа Августа вступили в Овернь и осадили Иссуар, Ги II и его двоюродный брат дофин Роберт I призвали на помощь Ричарда Английского, но тот отделался пустыми обещаниями. В результате правители Оверни признали власть французского короля.
Ги воевал с собственным братом, епископом Клермона Робертом, до 1201 года, когда при посредничестве архиепископа Буржского между ними был подписан мирный договор. Согласно этому договору епископ становился единственным сюзереном города Клермон.
В 1208 году Ги II унаследовал часть графства Родез, но уступил свои права Раймунду VI Тулузскому, который таким образом стал владельцем всего графства.
Согласно «Canso de la crozada» Гилема Тудельского с мая 1209 года Ги II был одним из предводителей крестоносцев во время Альбигойских войн. Вместе с виконтом Тюренна, архиепископом Бордо, епископами Лиможа, Ажана и Кагора он повел крестоносное войско на Керси — владение тулузских графов.
Их отряд занял несколько мелких населенных пунктов, попавших в плен катаров сожгли на костре. Но для Ги II эта война была недолгой — через 40 дней он вернулся в свои владения.
В 1211 году Ги возобновил войну с братом — епископом Клермона Робертом, и взял его в плен. Также он вторгся в королевское аббатство Мозак. В ответ на это король послал в Овернь войско под командованием Ги II де Дампьера. В декабре 1213 года, после того как его сын попал в плен, Ги Овернский был вынужден капитулировать и лишился почти всех своих владений. Его графство было включено в королевский домен. Позже (в 1229 году) Гильому X — сыну Ги II удалось вернуть часть наследственных земель.

## Семья
Ги II был женат на Петронелле де Шамбон. У них было много детей, в том числе:
- Гильом X (ум. 1246), граф Оверни
- Аликс (ум. 1250), муж — Раймон IV, виконт де Тюренн.
- Эрменгарда (ум. 1225), муж — граф Гиг IV де Форе.